# Сільвіу Мергерітеску
Сільвіу Андрей Мергерітеску (рум. Silviu Andrei Mărgăritescu; нар. 1 січня 1980, Пітешть, Румунія) — румунський футболіст, півзахисник.

## Клубна кар'єра
Сільвіу Мергерітеску народився 1 січня 1980 року в місті Пітешть. У Дивізії А дебютував 2 листопада 1999 року у віці 19 років під керівництвом Мірчі Луческу в переможному (2:1) домашньому поєдинку проти «Брашова». Після отримання червоної картки в поєдинку проти «Стяуа» (Бухарест), Мірча Луческу надав йому капітанську пов’язку в наступній грі, щоб зробити відповідальнішим та менш агресивним у своїй грі. Провів один сезон у «Рапіді», після чого грав у Дивізії B за «Тракторул» (Брашов), «Олімпія» (Сату-Маре) та «Уніря» (Фокшани). Після чого перейшов у «Динамо» (Бухарест), з яким під керівництвом Мірчі Реднік виграв Лігу I 2006/07 (31 матч, 1 гол). У 2008 році Марґарітеску разом із співвітчизниками Флорентином Петре та Даніелем Панку грав у російській Прем’єр-лізі за грозненський «Терек». У сезоні 2008 року реулярно грав у півзахисті, а наступного року вже не грав. У 2009 році повернувся до «Динамо», де провів півтора сезони. Сезон 2011/12 років провів у «Міовені», у складі якого зіграв свої останні матчі в Дивізії А (загалом в еліті румунського футболу провів 156 матчів та відзначився 4-ма голами, а також загалом 29 поєдинків без голів у єврокубкових клубах). Останні роки своєї кар'єрипровів у нижчолігових румунських клубах за «Міовені», «Атлетік» (Браду), «Урбан Тіту» та СКМ (Пітешть).

## Кар'єра в збірній
Сільвіу Мергерітеску провів три матчі за збірну Румунії у відбіркових матчах Євро-2008 під керівництвом Віктора Піцурке. Дебютував за національну команду в переможному (2:0) виїзному поєдинку проти Албанії, в якому вийшов на заміну на 90-й хвилині Лауренціу Рошу. Вдруге зіграв за збірну у переможному (2:0) виїзному поєдинку проти Люксембургу, а востаннє за збірну сзіграв у матчі-відповідь проти Албанії, який завершився домашньою перемогою румун з рахунком 6:1.
25 березня 2008 року нагороджений президентом Румунії Траяном Бесеску за виступ у відбірковій групі G Євро-2008, де Румунія зуміла кваліфікуватися до групи C Євро-2008. Нагороджений медаллю «Спортивні заслуги» III ступеня.

## Скандали
27 червня 2014 року отримав три роки умовного терміну за те, що купив автомобіль, знаючи про те, що він викрадений.

## Досягнення
«Динамо» (Бухарест)
- Ліга I
  -  Чемпіон (1): 2006/07

- Кубок Румунії
  -  Володар (1): 2004/05

- Суперкубок Румунії
  -  Володар (1): 2005